# Contea di Pottawattamie
La contea di Pottawattamie, in inglese Pottawattamie County, è una contea dello Stato dell'Iowa, negli Stati Uniti. La popolazione al censimento del 2000 era di 87 704 abitanti. Il capoluogo di contea è Council Bluffs.